# Gaïa (roi)
 (août 2024).
Si vous disposez d'ouvrages ou d'articles de référence ou si vous connaissez des sites web de qualité traitant du thème abordé ici, merci de compléter l'article en donnant les références utiles à sa vérifiabilité et en les liant à la section « Notes et références ».
Pour les articles homonymes, voir Gaïa (homonymie).
Gaïa, orthographié également Gaya (en punique Gyy; en tifinagh : ⴳⴰⵢⴰ; en grec ΓΑΙΑ), est un roi numide né vers 260 av. J.-C. à Aïn Fakroun[réf. nécessaire], au Nord-Est de l'Algérie actuelle et mort vers 206 av. J.-C.. Il est le dernier roi de Numidie orientale des Massyles avant sa réunification avec la Numidie occidentale par son fils Massinissa.

## Origine
Dans l’Énéide, Virgile le mentionne comme allié de la reine Didon. À cette époque, vers le IIIe siècle av. J.-C., les Massyles occupaient la région allant de Cirta, dans le nord-est de l’actuelle Algérie, jusqu’à la frontière avec l’actuelle Tunisie.
Fils de Zelalsan (± 290-?) et frère aîné d'Ulzasen (ou Oezalces), qui lui succèdera très brièvement, Gaïa règne à partir d'environ 240 av. J.-C. Apprécié de ses sujets, il meurt de mort naturelle vers 206 av. J.-C..
Il est le père notamment de Massinissa et des filles, Massiva et Feriel.

## Règne[2]
Gaïa hérita d'un territoire préexistant, limité à l’Est par Carthage et à l’Ouest par le royaume Masaesyle, deux grandes puissances africaines de l’époque.
Au début de son règne vers 240, la première guerre punique (264-241 avant J.C.) affaiblit la puissance carthaginoise. Gaïa en profite pour entreprendre la conquête de villes côtières contrôlées par Carthage. Bon tacticien, doté d'une excellente cavalerie, il battit les Carthaginois et fit d'Annaba (alias Hippo-Régius) sa capitale.
Souverain attentif à l'évolution géopolitique de son temps, Gaïa rescella à partir de 213/212 une  alliance avec les carthaginois en réaction à la montée en puissance de Syphax, son voisin masaesyle, qui venait d'entrer en conflit avec eux. Sa clairvoyance lui permit ainsi de s’emparer des cités puniques du littoral de la Numidie. C’est également à partir de cette époque et du renversement d’alliance que commença la carrière chef de guerre de son fils Massinissa, lequel écrivit plus tard une nouvelle page de l'Histoire des Berbères.

## Héritage[2]
Dans la coutume massyle, le roi donne son nom à la période au cours de laquelle il exerce ses fonctions.
À cet endroit, il est utile de souligner que la succession sur le trône massyle ne se faisait pas nécessairement de père en fils mais par l’aîné du lignage. Ainsi à la mort de Gaïa, ce ne fut pas l’un de ses fils, mais l’aîné des chefs massyles, d'abord son frère Ulzasen (ou Oezalces) puis son cousin Capussa, qui furent successivement proclamés rois. Après la mort de Capussa, Massinissa fit valoir ses droits.
Pendant la deuxième guerre punique (218-202 avant J.C.) Romains et Carthaginois se disputèrent l'alliance des Numides, du fait de la valeur de leurs chefs et du rôle souvent décisif de leur cavalerie et de leurs chevaux extrêmement résistants.

## Biographie
- Tite-Live, XXIV, 48, 13
- Appien, Lib. 10
- L'archiviste et archeologue André Berthier (1907-2000) retrace l'histoire des rois de de Numidie dans son livre "La Numidie, Rome et le Maghreb"[3].
- Dans son livre "Histoire de la pensée nord-africaine", Hassan Banhakeia (1966-)[4] explique que Gaïa a été le premier à s'approprier le titre de « Aguellid », ce qui signifie toujours « roi » en berbère.
- "Gaia", Gabriel Camps (1927-2002), Encyclopédie berbère [en ligne https://journals.openedition.org/encyclopedieberbere/1984 ], 19 | 1998, document G05, mis en ligne le 01 juin 2011, ref: ://doi.org/10.4000/encyclopedieberbere.1984